# Mar e Sol
Die Mar e Sol war ein 1971 gebautes Fährschiff, das bis 1988 als französische Gabriel Chobelet vor La Rochelle und ab 1992 in Portugal vor Setúbal verkehrte. 2009 wurde das Schiff aufgelegt.

## Bau und technische Daten
Die Mar e Sol entstand 1971 auf der französischen Werft Société Nouvelle des Ateliers et Chantiers de La Rochelle-Pallice in La Rochelle unter der Baunummer 204. Die Länge betrug 67,01 Meter, sie war 14,81 Meter breit und wies einen Tiefgang von 1,70 Metern auf. Das Schiff war mit 863 BRT vermessen. Als Antrieb dienten drei Zwölfzylinder-Poyaud-Dieselmotoren mit zusammen 1146 kW, die eine Geschwindigkeit von 10 Knoten ermöglichten. Das Schiff war für 300 Passagiere und 75 PKW zugelassen.

## Geschichte

### FranzösischeGabriel Chobelet
Nach Ablieferung an Charente-Maritime nahm die Fähre noch im Jahr 1971 den Betrieb zwischen La Rochelle und der etwa drei Kilometer vor der Küste liegenden Île de Ré auf. Die Fähre war lange Zeit die einzige regelmäßige Verbindung der Inselbewohner mit dem Festland und diente vor allem an den Wochenenden und zu Ferienzeiten auch vielen Touristen zur Überfahrt. Nachdem 1988 die 2,9 Kilometer lange Pont de l’île de Ré, die die Insel mit dem Festland verbindet, eröffnete, wurde der Fährverkehr eingestellt und die Gabriel Chobelet verkauft.

### PortugiesischeMar e Sol

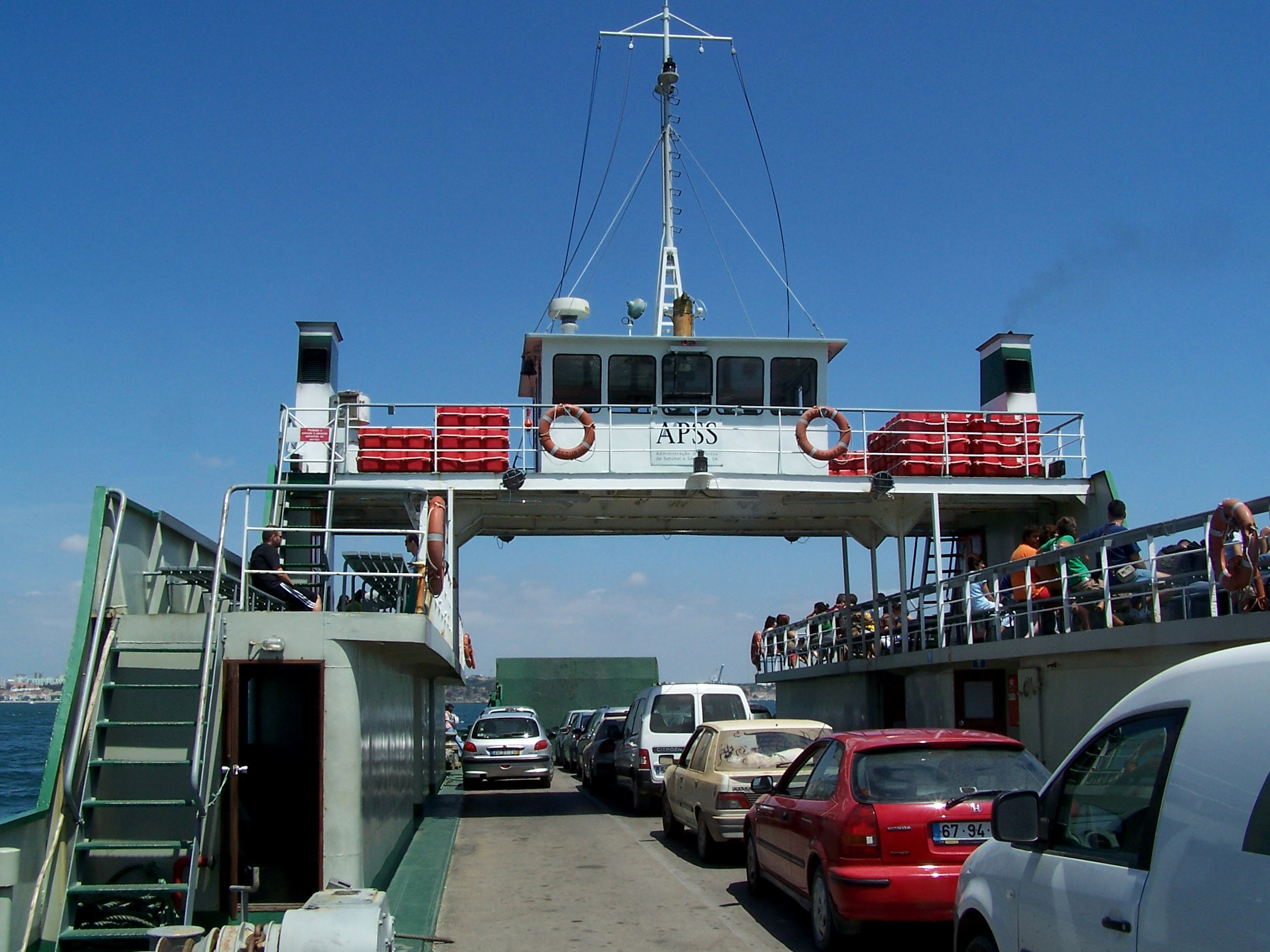
Ladedeck der Mar e Sol

Käufer des Schiffes war die portugiesische Reederei Transado aus Setúbal. Die nach der Nelkenrevolution 1974 gegründete Reederei stellte die Fähre als Mar e Sol in Dienst und setzte sie im Auftrag des Hafenbetreiber APSS – Administração dos Portos de Setúbal e Sesimbra zwischen Setúbal und der Halbinsel Tróia im Liniendienst ein. Die Verbindung war Bestandteil des Nahverkehrs in der Metropolregion Lissabon. Nach Ende der Konzession wurde ein neuer Vertrag mit der Reederei Atlantic Ferries geschlossen, die den Betrieb 2007 aufnahm und die Mar e Sol noch zwei Jahre weiter nutzte. Die Fähre wurde 2009 in Setúbal aufgelegt. Der Verbleib des Schiffes ist unklar.